# حمله به دیرالزور (آوریل–ژوئیه ۲۰۱۴)
تهاجم به دیر الزور عملیات دولت اسلامی عراق و شام برای کنترل استان دیر الزور از شورشیان سوری بود.
پس از بیش از سه ماه درگیری‌های سنگین، نیروهای دولت اسلامی (داعش) موفق شدند گروه‌های مخالف را به‌طور کامل شکست دهند و کنترل تقریباً تمامی منطقه را به دست بگیرند. تنها بخش‌هایی محدود، از جمله بخشی از مرکز استان، فرودگاه نظامی واقع در حومه جنوبی آن و چند شهرک اطراف، خارج از تسلط داعش باقی ماند که همچنان تحت کنترل نیروهای دولتی جمهوری عربی سوریه بودند. قابل توجه است که نیروهای دولتی سوریه در این دوره، در نبردهای میان داعش و گروه‌های مخالف دخالتی نداشتند و مواضع خود را حفظ کردند.